# Insule frizone

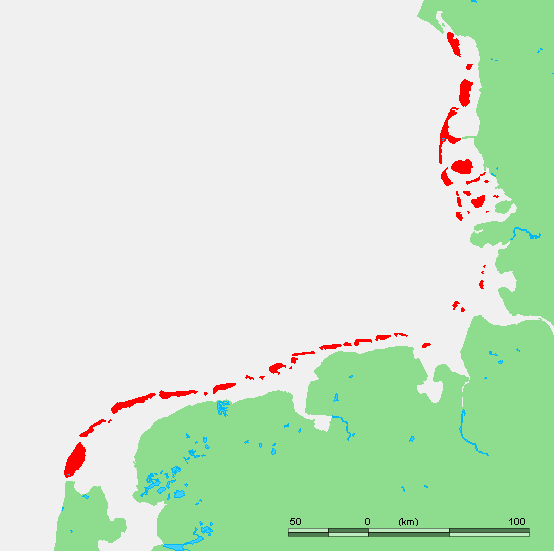
Insulele Frizone sau Frisice din Ţările de Jos şi Germania (fără Insulele Frizone Daneze şi cele ale districtului Dithmarschen din Germania)

Insulele Frizone cunoscute adesea și sub numele de Insulele Frisice sunt un lanț de insule al coastei Mării Nordului. Sunt seperate de uscat printr-o zonă tidală. Se extind din Olanda până la Iutlanda (Danemarca).
Insulele frizone sunt compuse geologic din zona tidală, dune, plaje și interiorul. Pescăria și zootehnia abia se practică,ocupațiile principale fiind turismul și apărarea coastei. 
Arhipelagul este compartimentat în trei lanțuri de insulei de diverse mărimi. De la vest la est:
- Insulele Frizone Occidentale se întind între Olanda și vărsarea râului Ems și fac parte din provinciile olandeze Olanda de Nord, Fryslân și Groningen. Cele mai însemnate insule sunt: Texel, Vlieland, Terschelling, Griend, Ameland și Schiermonnikoog.
- Insulele Frizone Orientale se extind de la vărsarea râului Ems până la vărsarea râului Weser și fac parte din Germania. Cele mai însemnate insule sunt: Borkum, Norderney și Langeoog. Pe lăngă acestea mai există și insulele mai mici Baltrum, Juist, Spiekeroog și Wangerooge.
- Insulele Frizone Nordice se extind de vărsarea râului Eider până la peninsula Iutlanda și fac parte din Germania și Danemarca. Cele mai însemnate insule sunt: Sylt, Föhr, Amrum, Pellworm și peninsula Nordstrand. Insule daneze însemnate din zona tidală sunt

Fanø și Rømø.